# Aphrodes diminuta
Aphrodes diminuta är en insektsart som beskrevs av Ribaut 1952. Aphrodes diminuta ingår i släktet Aphrodes, och familjen dvärgstritar. Arten är reproducerande i Sverige.